# Mohamed Aboul Ezz
Mohamed Aboul Ezz – egipski piłkarz grający na pozycji obrońcy. W swojej karierze grał w reprezentacji Egiptu.

## Kariera klubowa
W swojej karierze piłkarskiej Aboul Ezz grał w klubie Tersana SC.

## Kariera reprezentacyjna
W 1974 roku Aboul Ezz został powołany do reprezentacji Egiptu na Puchar Narodów Afryki 1974. Na tym turnieju rozegrał cztery mecze: grupowe z Ugandą (2:1) i z Zambią (3:1), półfinałowy z Zairem (2:3) i o 3. miejsce z Kongiem (4:0). Z Egiptem zajął 3. miejsce w tym turnieju.